# Вілерольтіген
Вілерольтіген (нім. Wileroltigen) — громада  в Швейцарії в кантоні Берн, адміністративний округ Берн-Міттельланд.

## Географія
Громада розташована на відстані близько 16 км на захід від Берна.
Вілерольтіген має площу 4,2 км², з яких на 6,8% дозволяється будівництво (житлове та будівництво доріг), 61,7% використовуються в сільськогосподарських цілях, 28,6% зайнято лісами, 2,9% не є продуктивними (річки, льодовики або гори).

## Демографія
2019 року в громаді мешкало 372 особи (-5,3% порівняно з 2010 роком), іноземців було 10,2%. Густота населення становила 90 осіб/км².
За віковим діапазоном населення розподілялося таким чином: 19,4% — особи молодші 20 років, 66,1% — особи у віці 20—64 років, 14,5% — особи у віці 65 років та старші. Було 151 помешкань (у середньому 2,5 особи в помешканні).